# Mario Oliveri
Mario Oliveri (Campo Ligure, 22 gennaio 1944) è un vescovo cattolico italiano, dal 1º settembre 2016 vescovo emerito di Albenga-Imperia.

## Biografia
Nasce a Campo Ligure, in provincia di Genova e diocesi di Acqui, il 22 gennaio 1944. È ultimo di quattro fratelli di una famiglia contadina.

### Formazione e ministero sacerdotale

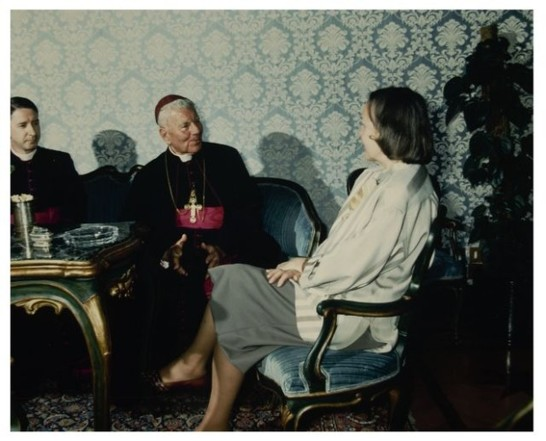
Il presidente della Camera dei Deputati Nilde Iotti riceve nel 1986 il nunzio apostolico Romolo Carboni con accanto Mario Oliveri, giovane assistente.

Studia presso il seminario di Acqui e quello di Torino.
Il 29 giugno 1968 è ordinato presbitero, nella cattedrale di Acqui Terme, dal vescovo Giuseppe Dell'Omo.
In seguito è inviato a studiare a Roma, dove si laurea in diritto canonico presso la Pontificia Università Lateranense discutendo una tesi dottorale pubblicata dapprima dall'editore Marietti, e poi dalla Libreria Editrice Vaticana.
Dal 1970 al 1972 frequenta i corsi della Pontificia accademia ecclesiastica. Il 1º luglio 1972 entra nel servizio diplomatico della Santa Sede, dapprima come segretario della nunziatura apostolica di Dakar, in Senegal, e successivamente a Roma, presso la Segreteria di Stato, come segretario di monsignor Giovanni Benelli, poi cardinale. Dal 1978 al 1985 presta servizio nelle nunziature apostoliche di Londra e di Parigi per poi esser richiamato a Roma, presso la nunziatura apostolica in Italia.
Nel 1987 riceve il titolo onorifico di prelato d'onore di Sua Santità.

### Ministero episcopale
Il 6 ottobre 1990 papa Giovanni Paolo II lo nomina vescovo di Albenga-Imperia; succede ad Alessandro Piazza, dimessosi per sopraggiunti limiti di età. Il 4 novembre successivo riceve l'ordinazione episcopale, nella chiesa parrocchiale di Campo Ligure, dal cardinale Giovanni Canestri, co-consacranti l'arcivescovo Luigi Poggi (poi cardinale) e il vescovo Giuseppe Dell'Omo. Il 25 novembre prende possesso della diocesi.
Ha ricoperto anche l'incarico di membro della Congregazione per il culto divino e la disciplina dei sacramenti e del consiglio internazionale per la catechesi della Congregazione per il clero.
Il 10 gennaio 2015 papa Francesco decide di inviare in diocesi come vescovo coadiutore Guglielmo Borghetti. Dal 25 marzo, con l'ingresso in diocesi di mons. Borghetti, che riceve dal papa la piena responsabilità del governo pastorale, conserva il titolo di vescovo diocesano senza avere però più alcun potere.
Il 1º settembre 2016 papa Francesco accoglie la sua rinuncia al governo pastorale della diocesi di Albenga-Imperia; da quel momento conserva il titolo di vescovo emerito.

## Controversie
In seguito alle segnalazioni da parte dei media di numerosi episodi controversi e scandali, nel 2014 papa Francesco invia in visita alla diocesi di Albenga-Imperia il nunzio apostolico Adriano Bernardini, il quale consegna al pontefice un dossier al termine del suo mandato. A monsignor Oliveri venne rimproverato di aver accolto in seminario e nella diocesi aspiranti sacerdoti senza aver esaminato con attenzione la reale vocazione dei giovani, generando preti "deboli", protagonisti di casi di pedofilia, narcisismo, furti ai danni delle parrocchie, molestie sessuali, omicidio, consumo di sostanze stupefacenti .
In merito alle questioni giudiziarie, il vescovo commenta: «se ho sbagliato nella vita, Dio mi aiuterà: nessuno è perfetto in questo mondo, solo Gesù Cristo e la beatissima Madre lo sono. Gli altri, più o meno, mancano in qualcosa».

## Genealogia episcopale
La genealogia episcopale è:
- Cardinale Scipione Rebiba
- Cardinale Giulio Antonio Santori
- Cardinale Girolamo Bernerio, O.P.
- Arcivescovo Galeazzo Sanvitale
- Cardinale Ludovico Ludovisi
- Cardinale Luigi Caetani
- Cardinale Ulderico Carpegna
- Cardinale Paluzzo Paluzzi Altieri degli Albertoni
- Papa Benedetto XIII
- Papa Benedetto XIV
- Papa Clemente XIII
- Cardinale Marcantonio Colonna
- Cardinale Giacinto Sigismondo Gerdil, B.
- Cardinale Giulio Maria della Somaglia
- Cardinale Carlo Odescalchi, S.I.
- Vescovo Eugène de Mazenod, O.M.I.
- Cardinale Joseph Hippolyte Guibert, O.M.I.
- Cardinale François-Marie-Benjamin Richard
- Cardinale Pietro Gasparri
- Cardinale Francesco Marchetti Selvaggiani
- Cardinale Luigi Traglia
- Cardinale Giovanni Canestri
- Vescovo Mario Oliveri